# ゾディアック (ロシアのバンド)
ゾディアック（zodiac、ロシア語: Зодиа́к、ラトビア語: Zodiaks）は、ラトビア共和国の音楽バンド。
主としてシンセポップ、あるいはシンセサイザー音楽に分類される事が多い。日本では「ソ連のYMO」と称される。

## 概要
Jānis Lūsēnsを中心とするラトビア音楽大学（Latvian State Conservatory）の学生によって、ソ連のラトビア・ソビエト社会主義共和国で結成される。在学中の1980年に『Disco Alliance』でデビューし、シンセサイザーを全面に取り入れた音楽性で人気を得た。
2作目の『Universe』（1982年）ではシンセ・サウンドにロックを導入する。映画の『Женские радости и печали』(1982年)と『Экипаж машины боевой 』(1983年)にも出演し、そのサウンドトラック『Music from the Films』を1985年にリリースする。
その後、Jānis Lūsēns以外のメンバーが脱退するなか、4作目の『In memoriam』（1989年）をリリース。シングル『My favourite flowers』（1991年）は、ソ連崩壊を経て新たに成立したラトビア共和国の最初期のヒット曲の一つとなった。『My favourite flowers』が収録された5作目の『Clouds』(1991年)が最後のアルバムとなり、1992年に活動を終了した。
2010年に再結成し、2015年に新アルバム『Pacific Time』をリリース。

## ソ連のYMO
1980年当時、フランスを中心とするヨーロッパでスペース・ディスコと呼ばれるジャンルの音楽が流行しており、ソ連地域でも流行してスペース・ディスコ、またはユーロ・ディスコと呼ばれるジャンルの多くのミュージシャンが活動していたが、当時は西側諸国と東側諸国に大きな隔たりがあり、ソ連でどういう音楽が流行しているか以前に、そもそも社会主義体制下のソ連にバンドが存在するかどうかすら、西側諸国の人間にはよく解っていなかった。
しかしZODIACは一時期国営のモスクワ放送がプッシュしており、海外向け放送を通じて西側諸国にもその存在と音楽が知られたため、「社会主義体制下のソ連で活動した極めて希少なバンド」として西側諸国には知られることになった。初期アルバムの『Disco Alliance』と『Music in the Universe』はロシア語版だけでなく、英語タイトルをつけて海外でも発売された。
日本語放送でもZodiacは放送され、日本でもアルバムが発売された。日本のYMOのようなテクノポップがソ連に存在したことは日本に衝撃を与え、「ソ連のYMO」と称された。ラトビアのバンドであったことが知られるのはソ連崩壊後のことである。

## ディスコグラフィー
- Диско альянс/Disco Alliance (1980年)
- Музыка во Вселенной/Music in the Universe (1983年)
- Музыка из кинофильмов/Music from the Films (1985年)
- In memoriam (1989年)